# Agromyza vicifoliae
Agromyza vicifoliae är en tvåvingeart som beskrevs av Erich Martin Hering 1932. Agromyza vicifoliae ingår i släktet Agromyza och familjen minerarflugor.
Artens utbredningsområde är Tyskland. Arten är reproducerande i Sverige. Inga underarter finns listade i Catalogue of Life.